# Bob Carlisle
Robert Mason Carlisle (* 29. September 1956 in Santa Ana, Kalifornien) ist ein US-amerikanischer Sänger christlicher Popmusik. Bekannt ist er vor allem für seinen Klassiker Butterfly Kisses aus dem Jahr 1997.

## Biografie
Bob Carlisle begann in den 1970er Jahren als Session-Sänger und arbeitete unter anderem für Vince Ebo, Sandi Patti oder die Band Petra. Er war auch Mitglied in verschiedenen Jesus-Music-Bands, die sich an der Jesus-People-Bewegung orientierten. 1985 wurde er Sänger der Band Allies, die in den 80ern und frühen 90ern ein halbes Dutzend Alben veröffentlichte. Nach der Auflösung begann er 1993 eine Solokarriere.
Sein nach ihm benanntes Debütalbum war in den Christian-Music-Charts erfolgreich und brachte ihm mehrere Top-10-Hits in den Genrecharts, darunter den Nummer-1-Hit Giving You the Rest of My Life. Das zweite Album The Hope of a Man von 1995 enthielt zwar zwei weitere Singlehits, blieb aber hinter dem Debüterfolg zurück.
Weitere zwei Jahre später erschien das ursprünglich Shades of Grace betitelte Album. Es enthielt den Song Butterfly Kisses, in dem es um die Vater-Tochter-Beziehung von der Geburt bis zur Hochzeit der Tochter geht. Ursprünglich hatte er ihn nur für seine eigene, damals 16-jährige Tochter geschrieben und ihn dann erst in das Album aufgenommen. Er wurde zu einem genreübergreifenden Radiohit. Insbesondere wurde er ein Nummer-eins-Hit in den Adult-Contemporary-Charts und war in einer Remix-Version auch als Countrysong erfolgreich. Auch die Coverversion von Jeff Carson kam in die Country-Charts. Am erfolgreichsten war das Cover der Raybon Bros., das Platz 22 in den offiziellen Singlecharts erreichte und eine Goldene Schallplatte erhielt. 
Bei den Grammy Awards 1998 wurden Bob Carlisle und Randy Thomas, der ehemalige Gitarrist der Allies, als Songwriter für den besten Countrysong des Jahres ausgezeichnet. Bei den GMA Dove Awards für christliche Musik erhielt das Lied drei Auszeichnungen, insbesondere auch den für den Song des Jahres. Die Single von Bob Carlisle spielte auf dem schwächelnden Singlemarkt der 1990er keine Rolle, aber das in Butterfly Kisses umbenannte Album kam 1997 für zwei Wochen auf Platz 1 der offiziellen Albumcharts und verkaufte sich über 2 Millionen Mal. Das Lied selbst wurde zu einem viel gecoverten Klassiker und einem beliebten Hochzeitssong. 2020, 23 Jahre nach der Erstveröffentlichung, erhielt Carlisle für den Song die Platin-Auszeichnung.
Carlisle versuchte 1998 mit dem Album Stories from the Heart an den Erfolg anzuknüpfen. Er kam damit zwar noch einmal in die Charts, aber nur auf hintere Ränge, und blieb ohne Singlehit. Der Nachfolger Nothing but the Truth blieb 2000 weitgehend ohne Beachtung.

## Diskografie
Alben
- Bob Carlisle (1993)
- The Hope of a Man (1994)
- Butterfly Kisses (Shades of Grace) (1997)
- Stories from the Heart (1998)
- Nothing but the Truth (2000)
- The Best of Bob Carlisle (2002)

Lieder
- Getting Stronger (1993)
- Giving You the Rest of My Life (1993)
- Mind, Body, Heart, and Soul (1994)
- Bridge Between Two Hearts (1994)
- Use Me (1994)
- One Step Closer to Your Broken Heart (1995)
- Walkin’ Up the Steps of Faith (1995)
- Mighty Love (1996)
- Butterfly Kisses (1997, Platin)
- That Wonderful Someone (mit Patsy Cline, 1999)

## Auszeichnungen für Musikverkäufe
| Goldene Schallplatte - Australien - 1997: für das Album Butterfly Kisses | Platin-Schallplatte - Kanada - 1997: für das Album Butterfly Kisses |

Anmerkung: Auszeichnungen in Ländern aus den Charttabellen bzw. Chartboxen sind in ebendiesen zu finden.
| Land/RegionAuszeichnungen für Musikverkäufe (Land/Region, Auszeichnungen, Verkäufe, Quellen) | Gold  | Platin     | Verkäufe  | Quellen         |
| -------------------------------------------------------------------------------------------- | ----- | ---------- | --------- | --------------- |
| Australien (ARIA)                                                                            | Gold1 | —          | 35.000    | aria.com.au     |
| Kanada (MC)                                                                                  | —     | Platin1    | 100.000   | musiccanada.com |
| Vereinigte Staaten (RIAA)                                                                    | —     | 3× Platin3 | 3.000.000 | riaa.com        |
| Insgesamt                                                                                    | Gold1 | 4× Platin4 |           |                 |